# دهستان پهونتشوگپلری
دهستان پهونتشوگپلری (به لاتین: Phuentshogpelri Gewog) یک دهستان در کشور بوتان است که در ناحیهٔ سامتس واقع شده‌است.